# Aleš Valenta
Aleš Valenta (Šumperk, 6 februari 1973) is een Tsjechisch freestyleskiër.

## Carrière
Valenta behaalde tijdens de Olympische Winterspelen 1998 de vierde plaats bij de Aerials.
Vier jaar later tijdens de Olympische Winterspelen 2002 was Valenta de Tsjechische vlaggendrager, tijdens deze spelen won Valenta de gouden medaille bij de Aerials.
In zijn carrière won Valenta drie wereldbekerwedstrijden.

## Resultaten

### Olympische Spelen
| Jaar | Plaats         | Resultaten  |
| ---- | -------------- | ----------- |
| 1998 | Nagano         | 4e Aerials  |
| 2002 | Salt Lake City | Aerials     |
| 2006 | Turijn         | 21e Aerials |

### Wereldkampioenschappen
| Jaar | Plaats               | Resultaten  |
| ---- | -------------------- | ----------- |
| 1993 | Altenmarkt im Pongau | 33e Aerials |
| 1995 | La Clusaz            | 23e Aerials |
| 1997 | Nagano               | 8e Aerials  |
| 1999 | Meiringen            | 5e Aerials  |
| 2001 | Whistler             | 19e Aerials |
| 2003 | Deer Valley          | 7e Aerials  |
| 2007 | Madonna di Campiglio | 8e Aerials  |

### Wereldbekerzeges
| Datum            | Plaats       | Onderdeel |
| ---------------- | ------------ | --------- |
| 26 januari 2003  | Fernie       | Aerials   |
| 25 januari 2004  | Fernie       | Aerials   |
| 5 september 2004 | Mount Buller | Aerials   |